# Bukky Bakray
Bukky Bakray (nacida en 2002) es una actriz y escritora británica. Es conocida por su gran papel debut en la película dramática Rocks del 2019. A los 18 años, se convirtió en la ganadora más joven del Premio BAFTA a la estrella emergente, así como en una de las nominadas más jóvenes a Mejor actriz. Apareció en la lista de Forbes 30 Under 30 del 2021.
Fue descubierta en la escuela cuando tenía 15 años por la directora Sarah Gavron. Bakray tiene papeles en la película Self-Charm dirigida por Ella Greenwood, la serie de BBC One You Don't Know Me, y la serie Liaison de Apple TV+ .

## Primeros años y educación
Bakray nació en Hackney, East London de padres cristianos nigerianos y creció en una finca en Lower Clapton cerca de donde se filmó Rocks. Tiene tres hermanos y una hermana que vive en Sudáfrica. Asistió a la Academia de Niñas Clapton y a la Escuela Católica Cardinal Pole.
Bakray se unió a RADA Youth Company y se inscribió en el programa Originate Actor Training en Theatre Peckham.

## Filmografía

### Películas
| Año  | Título                       | Papel                    | Notas               |
| ---- | ---------------------------- | ------------------------ | ------------------- |
| 2019 | Rocks                        | Olushola "Rocks" Omotoso | Debut               |
| 2021 | The Gospel According to Gail | Mia                      | Cortometraje        |
| 2023 | Los extraños                 | Dione                    | Película de Netflix |
|      | Self-Charm                   | Maddie                   | Upcoming            |

### Televisión
| Año  | Título            | Papel          | Notas |
| ---- | ----------------- | -------------- | ----- |
| 2021 | You Don't Know Me | Blessing/Bless |       |
| 2023 | Liaison           | Kim            | '     |